# 市川市中央公民館
市川市中央公民館（いちかわしちゅうおうこうみんかん）は、千葉県市川市にある公民館。2021年11月末で閉鎖される。

## 歴史
1949年（昭和24年）、市川市は市制15周年記念事業で公民館の建設を検討していたところ、新潟県柏崎市にあった旧国鉄の甲信越地区自動車局長だった小熊容徳の邸宅が小熊の知人を通じて紹介され解体移築されることになった。公民館は1952年（昭和27年）5月1日に「市川市公民館」として開館
隣接する八幡分庁舎とともに老朽化し、中央公民館のバリアフリー化も検討され、2021年11月末で閉鎖されることになった。
八幡分庁舎及び中央公民館の解体工事（一部は移築保存）ののち、2023年（令和5年）10月頃に新しい複合施設が開館する予定である。

## 建物
建物は新潟県柏崎市の小熊家の邸宅を解体移築した建物で、新潟県令だった小熊容徳の祖父の小熊六郎が1868年（明治元年）に建築したとされる。小熊家は江戸時代から6〜700年続く庄屋であった。1877年（明治10年）の明治天皇の北陸巡幸では宿所となり、山縣有朋らも訪れたことがある。
市川市への移築後は1990年5月に改築されているが（2階建て）、正面玄関の車寄せとロビーは建築当時のままになっている。会議室、和室、茶室（松風庵）などがあり、茶室は露地、待合、水屋を備える。
2021年11月末の中央公民館の閉鎖により解体されることになったが一部は移築して保存されることになっている。

## 所在地
- 千葉県市川市八幡4-2-1